# Garra Dembélé
Garra Dembélé (Gennevilliers, 21 febbraio 1986) è un ex calciatore francese naturalizzato maliano, di ruolo attaccante.

## Carriera

### Club
Inizia la sua carriera nel l'INF Clairefontaine, prima di essere trasferito al Auxerre. Nel gennaio 2007 si trasferisce nel Istres. Dopo sei mesi, Dembélé va nel AGF Århus. Nel luglio 2008 va nel Pierikos in Grecia.
Dopo un anno e mezzo in cui ha giocato 32 partite e ha segnato 6 goal, lascia il Pierikos per andare con il club bulgaro Lokomotiv Plovdiv nel gennaio 2010. Ha giocato in 14 partite e ha segnato 5 goal.